# Милан Егић
Милан Егић (Брезичанима, код Приједора, 15. јул 1911 — Котор Варош, 27. август 1943), учесник Народноослободилачке борбе и народни херој Југославије.

## Биографија
Рођен 15. јулa 1911. у Брезичанима, код Приједора. Прије почетка Другог свјетског рата радио је као сезонски радник. Члан КПЈ од октобра 1941. У НОБ је ступио 1941. Погинуо је августа 1943. године код Котор Вароши. За народног хероја проглашен 24. јула 1953.
Кад је букнуо устанак на Козари, био је руководилац прве устаничке групе у селу Брезичанима. Са њом је пресјекао пругу и уништио општину у селу. Егић ступа у 3. чету 2. крајишког одреда. И ту се истицао храброшћу и дисциплином. На Прљуговцу септембра 1941. године уништава бункер. Смјел и храбар, Егић ниже подвиг за подвигом.
У нападу на Приједор, маја 1942. године, као добровољац јуришне групе привлачи се непријатељским топовима и ликвидира посаду, а потом тим топовима гађа непријатељска утврђења.
За вријеме непријатељске офанзиве на Козари био је замјеник политичког комесара батаљона, а идуће године командант батаљона у 12. крајишкој бригади. У централној Босни у Руданци ликвидира воз и заробљава велики плијен ратног материјала.
Погинуо је у 1943. години у јуришу на положаје Нијемаца и усташа изнад Котор Вароши.
Указом председника Федеративне Народне Републике Југославије Јосипа Броза Тита, 24. јула 1953. године, проглашен је за народног хероја.